# 東京エレクトロン東北
東京エレクトロン東北株式会社（とうきょうエレクトロンとうほく、TOKYO ELECTRON TOHOKU LIMITED ）は、かつて存在した東京エレクトロングループの企業。岩手県と山梨県を拠点としていた。

## 概要
半導体の製造に必要不可欠な熱処理成膜装置の開発・製造を行っていた。生産品は、全て東京エレクトロンが販売を行っていた。

## 沿革
- 1968年2月 - テル・サームコ株式会社を設立。
- 1985年4月 - 東京エレクトロン株式会社が東北事業所を設置。
- 1986年7月 - テル東北エレクトロニクス株式会社を設立。
- 1987年2月 - テル東北エレクトロニクスをテル東北株式会社に社名変更。
- 1988年2月 -  テル・サームコをテル相模株式会社に社名変更。
- 1990年1月 - テル相模を東京エレクトロン相模株式会社に、テル東北を東京エレクトロン東北株式会社に、それぞれ社名変更。
- 1993年4月 -東京エレクトロン東北と東京エレクトロン相模が合併し、東京エレクトロン東北株式会社となる。
- 2004年4月 - 東京エレクトロン東北と東京エレクトロンATが合併し、 東京エレクトロンAT株式会社となる。
- 2006年4月 - 東京エレクトロンATより分社し、東京エレクトロン東北株式会社を設立。
- 2017年7月1日 - 東京エレクトロン山梨に吸収合併され解散。同社は社名を東京エレクトロン テクノロジーソリューションズに変更[1][2]。

## 事業所
- 山梨事業所 - 山梨県韮崎市穂坂町三ツ沢650（東京エレクトロン穂坂地区内）